# Portugal i olympiska sommarspelen 1936
Portugal deltog med 19 deltagare vid de olympiska sommarspelen 1936 i Berlin. Totalt vann de en bronsmedalj.

## Medalj

### Brons
- José Beltrao, Marquez de Funchal, och Luis Mena e Silva - Ridsport, hoppning.